# Europawahl in Litauen 2009
Die Europawahl in Litauen 2009 fand am 7. Juni 2009 statt. Sie wurde im Zuge der EU-weit stattfindenden Europawahl 2009 durchgeführt, wobei in Litauen 12 der 736 Sitze im Europäischen Parlament vergeben wurden. Die Wahllokale waren zwischen 8 und 20 Uhr geöffnet. Die Wahlbeteiligung lag mit 20,98 % deutlich niedriger als bei der letzten Europawahl 2004 (43,38 %) und unter dem EU-Durchschnitt (43,1 %).

## Parteien
An den Wahlen nahmen insgesamt 15 Parteien und Koalitionen teil.
| Partei                                            | Europapartei | Scheidendes Parlament | Scheidendes Parlament |
| Partei                                            | Europapartei | Mandate               | EP-Fraktion           |
| ------------------------------------------------- | ------------ | --------------------- | --------------------- |
| Darbo partija                                     | EDP          | 4                     | ALDE                  |
| Lietuvos socialdemokratų partija                  | SPE          | 2                     | SPE                   |
| Tėvynės sąjunga – Lietuvos krikščionys demokratai | EVP          | 2                     | EVP                   |
| Lietuvos Respublikos liberalų sąjūdis             | –            | 1                     | ALDE                  |
| Lietuvos valstiečių liaudininkų sąjunga           | AEN          | 1                     | UEN                   |
| Unabhängige⁠ [→ n.k.]                              | –            | 3                     | 2 ALDE/1 UEN          |
| Tvarka ir teisingumas                             | AEN          | –                     | –                     |
| Lietuvos lenkų rinkimų akcija                     | –            | –                     | –                     |
| Liberalų ir centro sąjunga                        | ELDR         | –                     | –                     |
| Lietuvos centro partija                           | –            | –                     | –                     |
| Krikščionių konservatorių socialinė sąjunga       | –            | –                     | –                     |
| Fronto partija                                    | –            | –                     | –                     |
| Pilietinės demokratijos partija                   | –            | –                     | –                     |
| Žemaičių partija                                  | –            | –                     | –                     |
| Tautos prisikėlimo partija                        | –            | –                     | –                     |
| Tautinė partija Lietuvos kelias                   | –            | –                     | –                     |
|                                                   |              |                       |                       |
| Quelle: Scheidendes Parlament (2014), Mandate     |              |                       |                       |

## Ergebnis
| Listen                               | Listen                                            | Stimmen   | %    | Mandate | +/- |
| ------------------------------------ | ------------------------------------------------- | --------- | ---- | ------- | --- |
|                                      | Tėvynės sąjunga – Lietuvos krikščionys demokratai | 147.756   | 26,2 | 4       | +2  |
|                                      | Lietuvos socialdemokratų partija                  | 102.347   | 18,1 | 3       | +1  |
|                                      | Tvarka ir teisingumas                             | 67.237    | 11,9 | 2       | +1  |
|                                      | Darbo partija                                     | 48.368    | 8,6  | 1       | –4  |
|                                      | Lietuvos lenkų rinkimų akcija                     | 46.293    | 8,2  | 1       | +1  |
|                                      | Lietuvos Respublikos liberalų sąjūdis             | 40.502    | 7,2  | 1       | Neu |
|                                      | Liberalų ir centro sąjunga                        | 19.105    | 3,4  |         | –2  |
| Ungültige Stimmen                    | Ungültige Stimmen                                 | 14.786    | 2,6  | –       | –   |
| Gesamt                               | Gesamt                                            | 564.803   | 100  | 12      | –1  |
|                                      |                                                   |           |      |         |     |
| Gültige Stimmen                      | Gültige Stimmen                                   | 550.017   | –    |         |     |
| Wähler                               | Wähler                                            | 564.803   | 21,0 |         |     |
| Wahlberechtigte                      | Wahlberechtigte                                   | 2.692.397 |      |         |     |
|                                      |                                                   |           |      |         |     |
| Quelle: Vyriausioji rinkimų komisija |                                                   |           |      |         |     |

## Fraktionen im Europäischen Parlament
| Partei                         | Partei                                            | Mandate | Fraktion |
| ------------------------------ | ------------------------------------------------- | ------- | -------- |
|                                | Tėvynės sąjunga – Lietuvos krikščionys demokratai | 4 / 12  | EVP      |
|                                | Lietuvos socialdemokratų partija                  | 3 / 12  | S&D      |
|                                | Tvarka ir teisingumas                             | 2 / 12  | EFD      |
|                                | Darbo partija                                     | 1 / 12  | ALDE     |
|                                | Lietuvos lenkų rinkimų akcija                     | 1 / 12  | EKR      |
|                                | Lietuvos Respublikos liberalų sąjūdis             | 1 / 12  | ALDE     |
|                                |                                                   |         |          |
| Quelle: Europäisches Parlament |                                                   |         |          |

## Gewählte Abgeordnete
| Mitglied des Europarlaments | Partei                                            |
| --------------------------- | ------------------------------------------------- |
| Vytautas Landsbergis        | Tėvynės sąjunga - Lietuvos krikščionys demokratai |
| Laima Liucija Andrikienė    | Tėvynės sąjunga - Lietuvos krikščionys demokratai |
| Algirdas Saudargas          | Tėvynės sąjunga - Lietuvos krikščionys demokratai |
| Radvilė Morkūnaitė          | Tėvynės sąjunga - Lietuvos krikščionys demokratai |
| Viktoras Uspaskich          | Darbo partija                                     |
| Rolandas Paksas             | Tvarka ir teisingumas                             |
| Juozas Imbrasas             | Tvarka ir teisingumas                             |
| Vilija Blinkevičiūtė        | Sozialdemokratische Partei Litauens               |
| Justas Vincas Paleckis      | Sozialdemokratische Partei Litauens               |
| Zigmantas Balčytis          | Sozialdemokratische Partei Litauens               |
| Leonidas Donskis            | Lietuvos Respublikos liberalų sąjūdis             |
| Valdemar Tomaševski         | Lietuvos lenkų rinkimų akcija                     |